# Sacuki (1925)
Sacuki (japonsky 皐月) byl pátý torpédoborec třídy Mucuki japonského císařského námořnictva. Po dokončení nesl pouze označení „27. torpédoborec“ (第二十七号駆逐艦 Dai-nidžúnana-gó Kučikukan). Dne 1. srpna 1928 byl spolu s ostatními sesterskými jednotkami přejmenován a dostal jméno Sacuki.
Na začátku druhé světové války podporoval japonskou invazi na Filipíny a obsazení Jávy. V únoru 1943 podporoval evakuaci japonských vojsk z Guadalcanalu. Od března do května 1943 se zúčastnil několika tokijských expresů na Novou Guineu. V noci z 28. na 29. května najel u jihovýchodního Bougainville na útes a byl lehce poškozen. Po opravě se opět zapojil do „krysích transportů“ v Šalomounových ostrovech. Během bitvy v zálivu Kula (noc z 5. na 6. července) převzal posádku ze zasažené sesterské lodě Nagacuki. Během bitvy u ostrova Kolombangara v noci z 12. na 13. července splnil úkol a vyložil přepravované jednotky, což mu zabránilo zúčastnit se boje. Dne 17. července byl poškozen blízkými explozemi a postřelováním během amerického náletu na Shortland. Po opravách v Rabaulu se opět věnoval eskortním a evakuačním plavbám. Během plavby z Rabaulu do Kaviengu 3. až 4. ledna 1944 byl opět poškozen leteckým útokem. To se opakovalo i 4. července během transportní mise z Jokosuky do Bonis na Bougainville. Dne 21. září 1944 byl potopen americkými palubními letouny v Manilské zátoce

## Popis
Sacuki byl pátým z dvanácti torpédoborců třídy Mucuki. Jeho hlavní výzbroj sestávala zpočátku ze čtyř jednohlavňových 120mm kanónů typu 3. roku a dvou tříhlavňových 610mm torpédometů modelu 1923.
Během druhé světové války byl demontován jeden ze 120mm kanónů a byla instalována další protiletadlová výzbroj, takže 20. srpna 1944 (měsíc před potopením) nesl tři 120mm kanóny, 25mm protiletadlové kanóny typu 96 lafetované 3xIII, 2xII a 9xI a pět jednohlavňových 13,2mm kulometů typu 93.
V pozdější fázi války byl pravděpodobně instalován metrový přehledový radar 13 Gó pro sledování vzdušných cílů.

## Služba
Dne 21. září 1944 kotvil v Manilské zátoce, kam předchozího dne doprovodil konvoj ze Singapuru. Během náletu letadel z TF 38 byl zasažen třemi pumami, které zabily 52 a zranily 12 mužů, a potopil se.
Dne 10. listopadu 1944 byl Sacuki vyškrtnut ze seznamu lodí japonského císařského námořnictva.